# Albkanal
Der Albkanal (auch Albüberleitung oder Neue Alb) ist ein künstliches Gewässer in der Gemeinde Eggenstein-Leopoldshafen im Landkreis Karlsruhe in Baden-Württemberg.
Der Kanal zweigt von der aus dem Nordschwarzwald kommenden Alb rund 500 Meter oberhalb ihrer Mündung in den Rhein ab. Etwa 200 Meter unterhalb der Abzweigung liegt eine Verbindung des Albkanals zum Altrhein Kleiner Bodensee, bestehend aus einem Durchlass und einer Furt. Der Altrhein entstand um 1780 beim Durchbruch eines Mäanders und ist heute Teil des gleichnamigen Naturschutzgebietes. Nach weiteren 1,5 Kilometern schließt der Albkanal an ein Altgewässer an. Es liegt im Bereich des Neupfotzer Durchschnitts, der während der Rheinkorrektion nach Plänen von Johann Gottfried Tulla entstand. Links des Kanals liegen weitere Altgewässer des Rheins, insbesondere das Schmugglermeer, das später zu einem Baggersee erweitert wurde. Nach insgesamt 3,8 Kilometer Länge mündet der Albkanal von links in den Pfinz-Entlastungskanal, der in den Rhein fließt. Auf beiden Seiten des Albkanals liegen Hochwasserdämme, links der Rheindamm XXVII und rechts der Rheindamm XXVIII.
Der Albkanal wurde 1936 gebaut, zum Teil veranlasst durch die Pfinz-Saalbach-Korrektion. Ziel war es, den Rückstau in der Alb bei hohen Wasserständen des Rheins zu reduzieren. Zusammen mit dem Kanal entstand der rechtsseitige Rheindamm XXVIII. Das Waldgebiet zwischen beiden Rheindämmen wurde ausgedeicht, was 1936 damit begründet wurde, dass das Gebiet zu früh eingedeicht worden war und durch Druckwasser seine Schlickdecke verloren habe.
Im Rheindamm XXVII entstand im alten Alblauf die Albschleuse, ein Wehr bestehend aus einem Schütz, das ab einem Wasserstand von 4,80 Metern am Pegel Maxau geschlossen wurde. Im Albkanal verhinderte ein festes Wehr unterhalb der Abzweigung von der Alb den Abfluss bei niedrigen Wasserständen. Grund hierfür war die Verschmutzung der Alb, insbesondere durch deren Nutzung als Vorfluter des Karlsruher Klärwerks. Seit 1898 sind im Kleinen Bodensee häufig Fische gestorben, wenn Wasser der Alb in den Altrhein floss. Auch nach dem Bau des Albkanals kam es zu Fischsterben im Kleinen Bodensee und im Schmugglermeer, beispielsweise 1973 und 1974. Abhilfe sollte die 1976 in Betrieb gegangene biologische Klärstufe des Karlsruher Klärwerks schaffen. Das feste Wehr im Albkanal wurde mehrmals erhöht. 2009 war es auf einen Wasserstand von 6,50 Metern am Maxauer Pegel ausgelegt – ein Wert, der an durchschnittlich 30 Tagen im Jahr überschritten wurde. Abgesehen von Hochwasser der Alb beschränkte sich in der übrigen Zeit der Abfluss im Albkanal auf das Sickerwasser des Wehrs.
2009 wurde der Albkanal umgestaltet mit dem Ziel, ein durchströmtes, strukturreiches Rheinauengewässer mit geringer Nährstoffbelastung und Raum für eigendynamische Veränderungen zu schaffen. Da die Nährstoffbelastung der Alb höher ist als die des Rheins, wurde ein Durchlassbauwerk im Rheindamm XXVII gebaut, durch das zwischen zwei und zehn Kubikmeter Rheinwasser pro Sekunde in den Albkanal geleitet werden. Im Albkanal wurden Ufersicherungen entfernt, Bermen vorgeschüttet sowie Strömungslenker und Sturzbäume eingebaut; zudem wurden Verbindungsgewässer zum Baggersee Schmugglermeer angelegt. An der unteren Verbindung zum Schmugglermeer wird das Wasser durch eine Steinschüttung in den Baggersee gelenkt, so dass bei niedrigen Rheinwasserständen der nördliche Teil des Kanals weitgehend trockenfällt. Ein Entnahmebauwerk im Rheindamm XXVIII stellt eine Verbindung des Albkanals zum Eggensteiner Altrhein her. Durch das Bauwerk können 0,1 bis 0,3 Kubikmeter Wasser pro Sekunde in den Altrhein geleitet werden, um dessen Nährstoffgehalt zu senken. Die Baumaßnahmen waren Teil eines Naturschutzprojektes, das aus Mitteln des EU-Förderprogramms LIFE+ kofinanziert wurde.
Zwischen September 2013 und Mai 2014 gestaltete die Gemeinde Eggenstein-Leopoldshafen einen gut 2,1 Kilometer langen Abschnitt des Albkanals weiter um. Dabei wurden unter anderem drei neue Seitenarme angelegt, Engstellen zur Strömungserhöhung gebaut, weitere Bermen aufgeschüttet sowie Totholz und Wurzelfelder eingebracht, die Erosion auslösen und Tieren Unterschlupfmöglichkeiten bieten sollen. Auf den Bermen wurden Weiden, Erlen und Schilf gepflanzt. Ziel war die Schaffung eines naturnahen Seitenarms des Rheins, der für kieslaichende und strömungsliebende Fischarten wie Barbe, Lachs und Meerneunauge ein geeigneter Lebensraum ist.